# Inna Jewgenjewna Suslina
Inna Jewgenjewna Suslina (russisch Инна Евгеньевна Суслина; * 5. Januar 1979 in Taschkent) ist eine ehemalige russische Handballspielerin.

## Karriere
Suslina begann im Jahr 1997 ihre Handballkarriere in Rostow am Don. Ein Jahr schloss sie sich ASU-Adyif Maikop an. Ab 2001 hütete Suslina das Tor des russischen Spitzenvereins GK Lada Toljatti, mit dem sie 2002 den russischen Pokal, sowie 2002, 2003 und 2004 die Meisterschaft gewann. Anschließend wechselte Suslina zum dänischen Erstligisten GOG Svendborg TGI, mit dem sie 2005 den dänischen Pokal gewann. Ab 2008 stand Suslina im Tor der russischen Erstligisten Swesda Swenigorod, mit dem sie im selben Jahr die EHF Champions Trophy gewann. Nach zwei Spielzeiten bei Swesda kehrte sie wieder nach Rostow am Don zurück. Ab der Saison 2012/13 spielte sie beim mazedonischen Verein ŽRK Vardar SCBT. Mit Vardar gewann sie 2013, 2014, 2015, 2016, 2017 und 2018 die Meisterschaft sowie 2014, 2015, 2016, 2017 und 2018 den mazedonischen Pokal. Nach der Saison 2017/18 beendete Suslina ihre Karriere.
Suslina bestritt über 150 Länderspiele für die russische Nationalmannschaft. Mit Russland wurde sie 2001, 2007 und 2009 Weltmeisterin. Bei den Europameisterschaften errang sie 2006 die Silbermedaille und 2008 die Bronzemedaille. Bei den Olympischen Spielen 2008 holte sie sich die Silbermedaille.